# Serra del Catllar
Serra del Catllar är en ås i Spanien.   Den ligger i provinsen Província de Girona och regionen Katalonien, i den nordöstra delen av landet, 500 km öster om huvudstaden Madrid.